# Egidio Arévalo
Egidio Raúl Arévalo Ríos (Paysandú, 1 de janeiro de 1982) é um ex-futebolista uruguaio que atuava como volante.

## Clubes
Em janeiro de 2011 foi contratado pelo Botafogo para substituir Leandro Guerreiro, que se transferiu para o Cruzeiro. Após poucos meses em solo brasileiro, o jogador retornou ao futebol mexicano, onde foi jogar pelo Club Tijuana.

## Seleção Nacional
Estreou pela Seleção Uruguaia principal em 27 de setembro de 2006 em partida amistosa contra a Venezuela. Disputou as Copas do Mundo de 2010 e 2014.
Em 2012, fez parte do elenco da Seleção Uruguaia de Futebol da Olimpíadas de 2012, sendo um dos três jogadores acima da idade olímpica.

## Títulos
Peñarol
- Campeonato Uruguaio: 2009–10

Seleção Uruguaia
- Copa América: 2011